# Pologoje Zajmišče
Pologoje Zajmišče je sídlo vesnického typu (selo) v Achtubinském rajónu Astrachaňské oblasti Ruska. Je sídlem stejnojmenného vesnického okresu.
Nachází se v deltě Volhy. Na pobřeží řeky Podstepky, která se vlévá do řeky Achtuby. Sídlo je vzdáleno 27 km od Achtubinska.

## Historie
Sídlo vzniklo roku 1812 jako chutor (malá osada) Šamraj.
V první polovině 20. století zde vzniklo 5 kolchozů, které byly roku 1950 sjednoceny do jednoho kolchozu, který byl pojmenován na počest Josifa Vissarionoviče Stalina.